# Фицовский, Ежи
Ежи Тадеуш Фицовский  (пол. Jerzy Tadeusz Ficowski, 4 октября 1924, Варшава — 9 мая 2006, там же) — польский поэт, историк литературы, переводчик с идиш, цыганского и русского языков.

## Биография и творчество
В годы войны с нацистской Германией находился в рядах движения Сопротивления, боец Армии крайовой. Был арестован и заключён в тюрьму Павяк, участвовал в Варшавском восстании 1944 года, угнан в Германию, заключен в лагерь. В 1945 году вернулся в Варшаву, окончил университет, выпустил первую книгу стихов «Оловянные солдатики» (1948). В ранних стихах Фицовского чувствуется воздействие Юлиана Тувима. В 1948—1950 годах кочевал с цыганским табором. Переводил цыганскую поэзию - стихи Брониславы Вайс и др., испытал её влияние, автор нескольких книг о жизни и культуре польских цыган.
Много лет отдал изучению творчества Бруно Шульца, публикации переписки, сбору свидетельств о его жизни. Автор монографии о нём «Регионы великой ереси» (1967, несколько раз переиздавалась — 1975, 1992, 2002, в 2012 году вышла публикация на русском языке), составитель сборников воспоминаний о писателе.
После подписания «Письма 59-ти» (1975), выражавшего несогласие ведущих польских интеллектуалов с усилившейся советизацией политической и социальной жизни в Польше, пути в печать были для Фицовского закрыты. Его стихи и проза, во многом связанные с памятью о Холокосте, публиковались за рубежом. Он открыто выступал в защиту осуждённых членов подпольной организации «Рух». Активный участник движения «Солидарность», член «Комитета защиты рабочих» (KOR), один из инициаторов, вместе с Яцеком Куронем и Адамом Михником, создания Комитета социальной самозащиты KOR (KSS KOR). Автор открытого письма Союзу писателей Польши с протестом против идеологической и политической цензуры.
Автор книг для детей, многих песен, музыку к которым писали Анна Герман, В. Шпильман, их исполняли Анна Герман, Марыля Родович, Эдита Пьеха («Разноцветные кибитки») и другие известные артисты. Переводил с испанского стихи Лорки, с идиш — еврейскую народную поэзию.

## Произведения

### Стихотворения и переводы
- Ołowiani żołnierze (1948)
- Zwierzenia (1952)
- Po polsku (1955)
- Moje strony świata (1957)
- Makowskie bajki (1959)
- Amulety i definicje (1960)
- Pismo obrazkowe (1962)
- Ptak poza ptakiem (1968)
- Читая пепел/ Odczytanie popiołów (1979, фр. изд. 1981 с иллюстрациями Марка Шагала)
- Errata (1981)
- Śmierć jednorożca (1981)
- Przepowiednie. Pojutrznia (1983)
- Inicjał (1994)
- Mistrz Manole i inne przekłady (2004, сборник переводов)
- Zawczas z poniewczasem (2004)
- Pantareja (2006)

### Проза
- Wspominki starowarszawskie (1959)
- Czekanie na sen psa (1970)

### Другие книги
- Cyganie polscy (1953)
- Cyganie na polskich drogach (1965)
- Gałązka z drzewa słońca (1961)
- Rodzynki z migdałami (1964, антология еврейской народной поэзии)
- Regiony wielkiej herezji (1967, о Б.Шульце, расшир. переизд. 1975, 1992, 2002)
- Okolice sklepów cynamonowych (1986, о Б. Шульце)
- Demony cudzego strachu (1986)
- Cyganie w Polsce. Dzieje i obyczaje (1989)

### Песни
- Andaluzyjska romanca (муз. Роман Селицкий,исп. Анна Герман)
- Ballada cygańska (Wezmę w drogę złoty księżyc;муз. М. Швецкий)
- Ballada o niebie i ziemi (муз. Роман Чубатый, исп. Анна Герман)
- Bezdomna muzyczka (муз. Марек Сарт)
- Bez Ciebie nie ma mnie (муз. Анна Герман, исп. Анна Герман)
- Co daje deszcz (муз. Анна Герман, исп. Анна Герман)
- Cygańska letnia noc (муз. Стефан Рембовский)
- Cygańska ballada (муз. Эдвард Паллаш)
- Cztery karty (муз. Анна Герман, исп. Анна Герман)
- Daj mi tęczę na niedzielę(муз. Анна Герман, исп. Анна Герман)
- Dziewczęta z Nowolipek (муз. Лешек Богданович)
- Furman (муз. Тадеуш Сыгитинский)
- Feralna dziewczyna (муз. Анна Герман, исп. Анна Герман)
- Jadą wozy kolorowe (муз. Стефан Рембовский)
- Mieszkamy w barwnych snach (муз. Анна Герман, исп. Анна Герман)
- Mój generał ołowiany (муз. Анна Герман, исп. Анна Герман)
- Mój stryjek jest hodowcą moli (муз. Анна Герман, исп. Анна Герман)
- Naga rzeka (муз. Е. Хорват, Анджей Зауха)
- Najszaleńszy szaławiła (муз. Анна Герман, исп. Анна Герман)
- Odejdziesz i tak (муз. Анна Герман, исп. Анна Герман)
- O lejli-hej (муз. Анна Герман, исп. Анна Герман)
- Polonez warszawski (муз. Тадеуш Сыгитинский)
- Powracające walczyki (муз. Анна Герман, исп. Анна Герман)
- Serenada, serenada (муз. Анна Герман, исп. Анна Герман)
- Swierkowa Kolęda (муз. Анна Герман, исп. Анна Герман)
- Syg, Sygedyr (муз. Марек Сарт)
- Szlifierz warszawski (муз. Стефан Рембовский)
- Taki Mały Ptak (муз. Анна Герман, исп. Анна Герман)
- To chyba maj (муз. Анна Герман, исп. Анна Герман)
- Wiatr mieszka w dzikich topolach (муз. Марек Севен)
- Woziwoda (муз. Марек Сарт)
- Znajoma uliczka (муз. Е. Харалд)

## Признание
Премия Польского ПЕН-клуба (1977), премия Владислава Реймонта (2005). Стихи, проза, монографии Фицовского переведены на многие языки мира. На русский его стихи переводили Наталья Астафьева и Наталья Горбаневская.

## Публикации на русском языке
- [Стихи]. Перевод Н.Астафьевой// Наталья Астафьева, Владимир Британишский. Польские поэты XX века. Антология. Т.II. СПб: Алетейя, 2000, с.162-166
- Приготовления к путешествию, или Последний путь Бруно Шульца
- Регионы великой ереси и окрестности. Бруно Шульц и его мифология. Москва; Иерусалим: Мосты культуры/ Гешарим, 2012